# Filmographie de Maurice Chevalier
Cet article présente la filmographie de Maurice Chevalier. 
Après quelques courts-métrages en France des années 1900 aux années 1920, Maurice Chevalier commença une carrière à Hollywood. Sachant que le doublage n'avait pas encore été mis au point, la plupart des films de ses années Hollywood étaient tournés en anglais puis en français et sortaient à plusieurs mois d'intervalle dans leurs pays respectifs. En outre, le réalisateur n'était pas toujours le même d'une version à l'autre, comme pour l'Amour guide en 1933 et les noms des personnages peuvent légèrement différer. 
À partir du film Ariane en 1957, Maurice Chevalier ne tourne exclusivement que dans des films américains, et à compter du film Gigi de 1958, il assure également son propre doublage français si le film dans lequel il vient d'apparaître est projeté en France. Ce qui explique pourquoi certains films se trouvent à la fois dans les catégories Films sonores et Doublage.

## Films muets

### Courts métrages
- 1908 : La valse à la mode produit par Pathé Frères
- 1908 : Trop crédules de Jean Durand
- 1911 : Par habitude de Max Linder
- 1911 : La Note de la blanchisseuse (ou Frisette, blanchisseuse de fin) de Georges Denola
- 1911 : Une mariée qui se fait attendre de Louis Gasnier
- 1912 : La Valse renversante (Les Danseurs obsédants) de Georges Monca
- 1912 : Une bougie récalcitrante de Georges Monca
- 1913 : Le Royaume nain de Lilliput contre Gigas-le-long, prince des géants produit par Pathé Frères : Gigas-le-long
- 1917 : Une soirée mondaine de Henri Diamant-Berger
- 1922 : Le match Criqui-Ledoux de Henri Diamant-Berger
- 1923 : Jim Bougne, boxeur, de Henri Diamant-Berger : Maurice
- 1923 : L'accordeur, de Henri Diamant-Berger
- 1923 : Par habitude de Henri Diamant-Berger

### Longs métrages
- 1923 : Gonzague de Henri Diamant-Berger : Gonzague
- 1923 : L'Affaire de la rue de Lourcine de Henri Diamant-Berger : Lenglemé
- 1923 : Le Mauvais Garçon de Henri Diamant-Berger

## Films sonores

### Courts métrages
- 1931 : The Stolen Jools William C. McGann : le détective
- 1950 : Riviera Dream : lui-même
- 1954 : Maurice Chevalier et le recensement : lui-même

### Longs métrages

#### Années 1920
- 1929 : Innocents of Paris de Richard Wallace : Maurice Marney
- 1929 : La Chanson de Paris de Richard Wallace, version française d'Innocents of Paris : Maurice Marney
- 1929 : Parade d'amour (The Love Parade) de Ernst Lubitsch : le comte Alfred Renard

#### Années 1930
- 1930 : Parade d'amour de Ernst Lubitsch, version française de The Love Parade : le comte Alfred Renard
- 1930 : The Big Pond de Hobart Henley : Pierre Mirande
- 1930 : La Grande Mare de Hobart Henley, version française de The Big Pond : Pierre Mirande
- 1930 : Playboy of Paris de Ludwig Berger : Albert Loriflan
- 1930 : Paramount on Parade de Charles de Rochefort : lui-même
- 1931 : Le Petit Café de Ludwig Berger : Albert Loriflan
- 1931 : Le Lieutenant souriant de Ernst Lubitsch : le lieutenant Niki
- 1931 : Le Lieutenant souriant de Ernst Lubitsch, version française de The Smiling Lieutenant : le lieutenant Niki
- 1932 : Love Me Tonight de Rouben Mamoulian : Maurice
- 1932 : Aimez-moi ce soir de Rouben Mamoulian, version française de Love Me Tonight : Maurice
- 1932 : One Hour with You de Ernst Lubitsch : le docteur André Bertier
- 1932 : Une heure près de toi de Ernst Lubitsch et George Cukor, version française de One Hour with You : le docteur André Bertier
- 1933 : A Bedtime Story de Norman Taurog : Monsieur René
- 1933 : Monsieur Bébé (A Bedtime Story) de Norman Taurog, version française de A Bedtime Story : Monsieur René
- 1933 : The Way to Love, de Norman Taurog : François
- 1933 : L'Amour guide de Jean Boyer et Gilbert Pratt, version française de The Way to Love : François
- 1934 : The Merry Widow de Ernst Lubitsch : le prince Danilo
- 1934 : La Veuve joyeuse de Ernst Lubitsch, version française de The Merry Widow : le prince Danilo
- 1935 : Folies Bergère de Paris de Roy Del Ruth : Eugène Charlier, Baron Cassini
- 1935 : Folies-Bergère de Roy del Ruth, version française de Folies Bergère de Paris : Eugène Charlier, Baron Cassini
- 1936 : Avec le sourire de Maurice Tourneur : Victor Larnois
- 1937 : Le Vagabond bien-aimé de Curtis Bernhardt : Gaston de Nerac
- 1937 : Le Vagabond bien-aimé de Curtis Bernhardt, version française de The Beloved Vagabond : Gaston de Nerac
- 1937 : L'Homme du jour de Julien Duvivier : Alfred Boulard, Maurice Chevalier
- 1938 : Fausses nouvelles de René Clair : François Verrier
- 1939 : Pièges de Robert Siodmak : Robert Fleury

#### Années 1940
- 1947 : Le Silence est d'or de René Clair : Émile Clément
- 1949 : Le Roi de Marc-Gilbert Sauvajon : le roi

#### Années 1950
- 1950 : Ma pomme de Marc-Gilbert Sauvajon : Maurice Vallier
- 1953 : Schlagerparade d'Erik Ode : lui-même
- 1954 : Un siècle d'amour (Cento anni d'amore), segment Amour 1954 de Lionello De Felice : Massimo
- 1954 : J'avais sept filles de Jean Boyer : le comte André de Courvallon
- 1957 : Ariane de Billy Wilder : Claude Chavasse
- 1958 : Gigi de Vincente Minnelli : Honoré Lachaille
- 1959 : J'ai épousé un Français (Count Your Blessings) de Jean Negulesco : le duc de St. Cloud

#### Années 1960
- 1960 : Can-Can de Walter Lang : Paul Barrière
- 1960 : Un scandale à la cour (A Breath of Scandal) de Michael Curtiz : le prince Philip
- 1961 : Les Collants noirs de Terence Young : narrateur (voix)
- 1961 : Fanny de Joshua Logan : Honoré Panisse
- 1962 : La Sage-femme, le Curé et le Bon Dieu (Jessica) de Jean Negulesco et Oreste Palella : le père Antonio
- 1962 : Les Enfants du capitaine Grant (In Search of the Castaways) de Robert Stevenson : Jacques Paganel
- 1963 : La Fille à la casquette (A New Kind of Love) de Melville Shavelson : lui-même
- 1964 : Un Américain à Rome (Panic Button) de George Sherman et Giuliano Carnimeo : Philippe Fontaine
- 1964 : I'd Rather Be Rich de Jack Smight : Philip Dulaine
- 1967 : Rentrez chez vous, les singes ! (Monkeys, Go Home !) d'Andrew V. McLaglen : le père Sylvain

## Doublage
- 1931 : Monnaie de singe (Monkey Business) de Norman Z. McLeod : une voix-off (non-crédité au générique)
- 1932 : Stopping the Show : lui-même
- 1958 : Gigi : Honoré Lachaille (lui-même)
- 1960 : Can-Can : Paul Barrière (lui-même)
- 1960 : Un scandale à la cour : le prince Philip (lui-même)
- 1961 : 1-2-3-4 ou Les Collants noirs : le narrateur
- 1962 : Les Enfants du capitaine Grant : Jacques Paganel (lui-même)